# Bundesstraße 72
De Bundesstraße 72 (B72) is een bundesstraße in de Duitse deelstaat Nedersaksen.
De B72 loopt van de A1 bij Cloppenburg via Friesoythe en Aurich naar de Noordzeekust bij Norddeich.

## Routebeschrijving
De B70 begint in Norddeich aan de veerhaven en loopt  langs Norden, door Südbrookmerland en Marienhafe, Georgsheil waar ze aansluit op de B210. De B72|B210 lopen samen door Moordorf naar Aurich waar de B72 afplitst. De weg kruist het Ems-Jadekanaal, loopt door Großefehn waar de 436 aansluit die in Hesel weer afbuigt. De B72 loopt in  kruist bij afrit Filsum de A28 en loopt langs Filsum . De weg kruist de Jümme, komt door Velde loopt langs Strücklingen waar de B438 aansluit., Ramsloh, Scharrel, langs Sedelsberg en kruist de B401. De B72 loopt verder via een rondweg door Friesoythe, komt door Garrel en Varrelbusch en sluit bij afrit Cloppenburg-Nord aan op de B213. De B72//B213 vormen samen tot aan afrit Cloppenburg-Ost de noordelijke rondweg van de stad Cloppenburg. De weg  loopt verder als rondweg langs Emstek en sluit bij de afrit Cloppenburg aan op zowel de A1 als de B69.
B1 · B3 · B3n · B4 · B5 · B6 · B6n · B27 · B51 · B61 · B64 · B65 · B68 · B69 · B70 · B71 · B72 · B73 · B74 · B74n · B75 · B79 · B80 · B82 · B83 · B188 · B190n · B191 · B195 · B207 · B209 · B210 · B211 · B212 · B213 · B214 · B215 · B216 · B217 · B218 · B238 · B239 · B240 · B241 · B242 · B243 · B243a · B244 · B245a · B247 · B248 · B322 · B401 · B402 · B403 · B404 · B408 · B431 · B433 · B434 · B435 · B436 · B437 · B438 · B439 · B440 · B441 · B442 · B443 · B444 · B445 · B446 · B447 · B461 · B475 · B482 · B490 · B493 · B494 · B495 · B496 · B497 · B524 · B530